# Jacek Tylicki
Jacek Tylicki (Sopot, 1951) is een Pools-Amerikaanse kunstenaar, die sinds 1982 in New York woonachtig is.

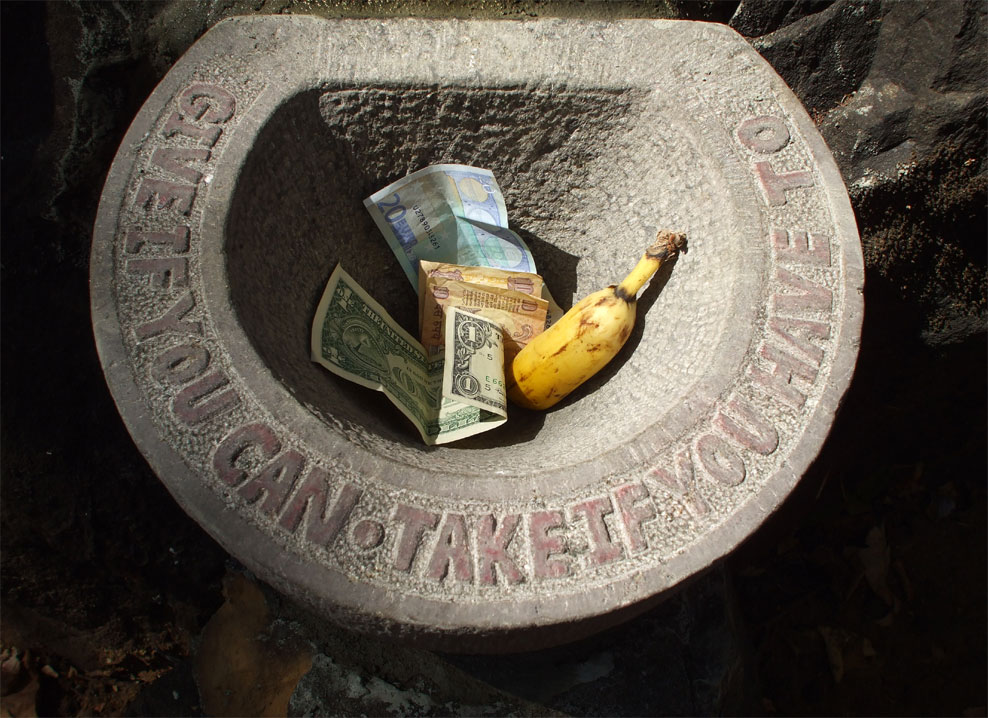
Het stenen beeldhouwwerk Give If You Can - Take If You Have To, Palolem Island, India, 2008

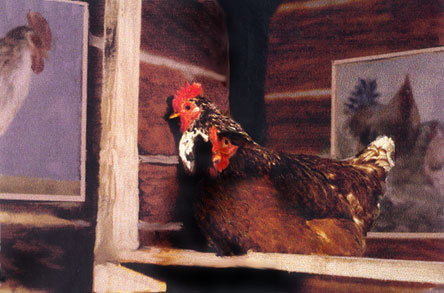
De installatie Chicken Art, Now Gallery, New York, 1987

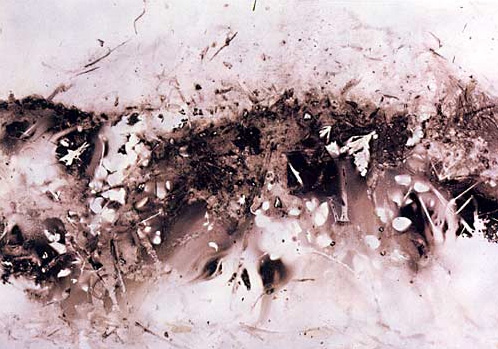
Jacek Tylicki, Natural Art nr. 183 (geschapen door de Natuur) op de bodem van een oud bos in Zuid-Zweden, 17 t/m 29 augustus 1976, 47,5 x 35.5 cm

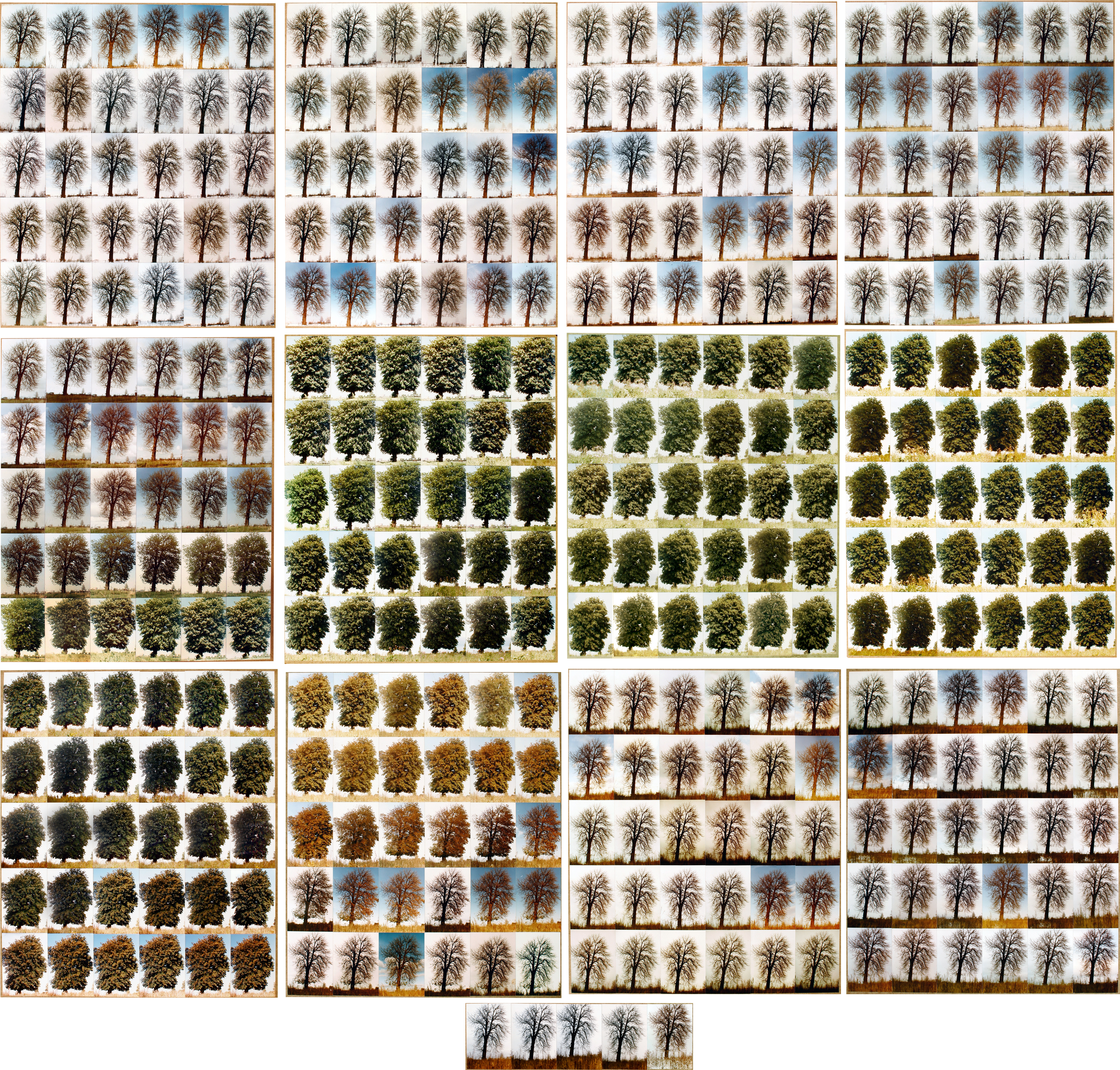
Jacek Tylicki, 365 days, één foto per dag van een boom, Lund, Zweden, 1 januari - 31 december 1979

## Werk
Jacek Tylicki is een vooraanstaand vertegenwoordiger van de conceptuele kunst. In zijn werk, dat nauwe verwantschap vertoont met land art, installatiekunst, videokunst en fotografie, brengt hij vaak sociale, politieke en milieuvraagstukken ter sprake.
In 1973 begint Tylicki een cyclus onder de naam "Natural Art", waarbij doeken of vellen papier voor langere tijd in de wind, in rivieren of in bossen worden gehangen of gelegd (Zweden, Polen, India, IJsland, Verenigde Staten). De grondgedachte hierachter is dat de natuur zelf het scheppende werk doet, een taak die voordien alleen voorbehouden is geweest aan kunstenaars.
In de jaren 1974-1990 is Tylicki de drijvende kracht achter het concept van "anonieme kunstenaars" en geeft daartoe het tijdschrift "Anonymous Artists" uit, waarin kunstenaars hun werken presenteren zonder daarbij hun naam te onthullen.
In 1985 bouwde Tylicki een installatie genaamd "Chicken Art". Daarbij bouwde hij de Now Gallery in Manhattan, waarvan hij zelf eigenaar en directeur was, om tot een kippenhok, waarin levende kippen realistische schilderijen van kippen, kuikens en hanen aan de wanden van zijn galerie konden bewonderen. Hij verklaarde daarbij: "Voor een kip is een kip toch wel het mooiste".
Een andere installatie was getiteld "Free Art", waar bekende, daartoe genodigde kunstenaars uit New York hun werk gratis aan de bezoekers weggaven.
Fotografie speelt een belangrijke rol in het werk van Tylicki om de vergankelijkheid en ongrijpbaarheid ervan vast te leggen.

## Selectie van solotentoonstellingen
- Gallerie Porten, Lund, Zweden, 1976
- BTJ Gallery, Lund, Zweden, 1979
- Gallery 38, Kopenhagen, Denemarken, 1979
- Gallery Sien Gdanska, Gdańsk, Polen 1979
- Galerie St. Petri, Lund, Zweden, 1979
- Galeria Akumulatory 2, Poznań, Polen, 1979
- Galleri Sudurgata 7, Reykjavik, IJsland, 1979
- Galerie Kanal 2, Kopenhagen, Denemarken, 1980
- Galeria BWA, Sopot, Polen, 1980
- Galleri Sudurgata 7, Reykjavik, IJsland, 1980
- Club 57, New York, Verenigde Staten, 1982
- Now Gallery, New York, Verenigde Staten, 1985
- Fashion Moda Gallery, New York, Verenigde Staten, 1986
- Now Gallery, New York, Verenigde Staten, 1987
- U Gallery, New York, Verenigde Staten, 1995

## Selectie van groepstentoonstellingen
- Galeriet, Lund, Zweden, 1976
- Galerie Brass, Malmö, Zweden, 1977
- EXEN, Kopenhagen, Denemarken, 1979
- Nordic Experimental Art Festival, IJsland, 1979
- Experimental Environment II, Living Art Museum, IJsland, 1980
- New Avantgarde, BWA, Sopot, Polen, 1981
- ARTEDER International, Bilbao, Spanje, 1982
- Now Gallery, New York, Verenigde Staten, 1984
- Avenue B Gallery, New York, Verenigde Staten, 1984
- 8BC, New York, Verenigde Staten, 1985
- Nite Gallery, New York, Verenigde Staten, 1985
- Fusion Gallery, New York, Verenigde Staten, 1986
- Artifacts Gallery, Miami, Verenigde Staten, 1986
- No-Se-No Gallery, New York, Verenigde Staten, 1986
- Sculpture garden, New York, Verenigde Staten, 1986
- Binghamton University Gallery, New York State, Verenigde Staten, 1987
- Fashion Moda, New York, Verenigde Staten, 1986
- The Limelight, New York, Verenigde Staten, 1988
- SFINKS Foundation, Sopot, Polen, 1993
- Akademie der Künste, Berlijn, Duitsland, 1994
- SFINKS Foundation, Sopot, Polen, 2002
- Land Art Festival, Toruń, Polen, 2011
- Dublin Biennial, Dublin, Ireland, 2012